# 中山市人民政府
中山市人民政府，简称中山市政府、中府，是中华人民共和国广东省中山市的地方国家行政机关。

## 职权
根据《中华人民共和国地方各级人民代表大会和地方各级人民政府组织法》第七十三条，县级以上的地方各级人民政府行使下列职权：
1. 执行本级人民代表大会及其常务委员会的决议，以及上级国家行政机关的决定和命令，规定行政措施，发布决定和命令；
2. 领导所属各工作部门和下级人民政府的工作；
3. 改变或者撤销所属各工作部门的不适当的命令、指示和下级人民政府的不适当的决定、命令；
4. 依照法律的规定任免、培训、考核和奖惩国家行政机关工作人员；
5. 编制和执行国民经济和社会发展规划纲要、计划和预算，管理本行政区域内的经济、教育、科学、文化、卫生、体育、城乡建设等事业和生态环境保护、自然资源、财政、民政、社会保障、公安、民族事务、司法行政、人口与计划生育等行政工作；
6. 保护社会主义的全民所有的财产和劳动群众集体所有的财产，保护公民私人所有的合法财产，维护社会秩序，保障公民的人身权利、民主权利和其他权利；
7. 履行国有资产管理职责；
8. 保护各种经济组织的合法权益；
9. 铸牢中华民族共同体意识，促进各民族广泛交往交流交融，保障少数民族的合法权利和利益，保障少数民族保持或者改革自己的风俗习惯的自由，帮助本行政区域内的民族自治地方依照宪法和法律实行区域自治，帮助各少数民族发展政治、经济和文化的建设事业；
10. 保障宪法和法律赋予妇女的男女平等、同工同酬和婚姻自由等各项权利；
11. 办理上级国家行政机关交办的其他事项。

## 机构设置
中山市人民政府设置下列机构：
- 中山市人民政府办公室
- 中山市发展和改革局
- 中山市教育和体育局
- 中山市科学技术局
- 中山市工业和信息化局
- 中山市公安局
- 中山市民政局
- 中山市司法局
- 中山市财政局
- 中山市人力资源和社会保障局
- 中山市自然资源局
- 中山市生态环境局
- 中山市住房和城乡建设局
- 中山市交通运输局
- 中山市水务局
- 中山市农业农村局
- 中山市商务局
- 中山市文化广电旅游局
- 中山市卫生健康局
- 中山市退役军人事务局
- 中山市应急管理局
- 中山市审计局
- 中山市人民政府国有资产监督管理委员会
- 中山市市场监督管理局（市知识产权局）
- 中山市统计局
- 中山市医疗保障局
- 中山市金融工作局
- 中山市城市管理和综合执法局
- 中山市信访局
- 中山市政务服务数据管理局
- 中山市城市更新局

## 历任领导
- 汤炳权（1987年11月－1996年4月）
- 黄子强（1997年1月－1998年2月）
- 陈根楷（1998年2月－2006年12月）
- 李启红（2006年12月－2010年5月）
- 薛晓峰（2010年6月－2011年2月）
- 陈茂辉（2011年2月－2012年11月）
- 陈良贤（2012年11月－2016年4月）
- 焦兰生（2016年4月－2018年10月）
- 危伟汉（2018年10月－2021年6月）
- 肖展欣（2021年6月－2025年2月）
- 尹念红（2025年8月－）代理市长

## 办公地点
中山市人民政府办公地点位于中山市松苑路1号。